# Epinephelus daemelii
Epinephelus daemelii es una especie de peces de la familia Serranidae en el orden de los Perciformes.

## Morfología
• Los machos pueden llegar alcanzar los 200 cm de longitud total.

## Distribución geográfica
Se encuentra al suroeste del Pacífico.